# يوسف العياطي
يوسف العياطي (مواليد 1 يناير 1984 في الجديدة) هو لاعب كرة قدم مغربي يلعب في مركز وسط الميدان لنادي الكوكب المراكشي قبل أن ينتقل رسميا إلى نادي قصبة تادلة.

## روابط خارجية
- يوسف العياطي على موقع قاعدة بيانات كرة القدم.إي يو (الإنجليزية)